# Uronautes
Uronautes (nomen dubium) – rodzaj wymarłego plezjozaura z rodziny romaleozaurów żyjącego w późnej kredzie. Uronautes znany jest z kości kręgosłupa, kilku części kończyn i żeber.